# Gemeinsame Erklärung 2018
Die Gemeinsame Erklärung 2018 ist ein am 15. März 2018 veröffentlichter Aufruf deutscher Autoren, Publizisten, Künstler und Wissenschaftler, der sich gegen eine von den Unterzeichnern angenommene „Beschädigung Deutschlands“ durch eine „illegale Masseneinwanderung“ im Zusammenhang mit der Flüchtlingskrise in Deutschland 2015/2016 richtete.

## Wortlaut, erklärtes Ziel und Illustration
Die Erklärung hatte folgenden Wortlaut:

„Mit wachsendem Befremden beobachten wir, wie Deutschland durch die illegale Masseneinwanderung beschädigt wird. Wir solidarisieren uns mit denjenigen, die friedlich dafür demonstrieren, dass die rechtsstaatliche Ordnung an den Grenzen unseres Landes wiederhergestellt wird.“

Initiatorin Vera Lengsfeld erklärte im Tagesspiegel, Ziel der Erklärung sei es, die bestehende „Migrationspolitik vom Kopf auf die Füße (zu) stellen“.
Illustriert wurde der Text anfangs mit einem Foto des von Leyla Bilge organisierten „Frauenmarsches“.

## Unterzeichner
Die Erklärung wurde zuerst von 34 Personen unterzeichnet, erreichte schnell mehrere tausend Mitstreiter und wurde am 16. Mai 2018 mit 165.290 Unterschriften dem Ausschussvorsitzenden des Petitionsausschusses des Deutschen Bundestages übergeben.
Erstunterzeichner waren unter anderen: Herbert Ammon, Jörg Bernig, Frank Böckelmann, Henryk M. Broder, Egon Flaig, Jörg Friedrich, Ulrich Fröschle, Frank W. Haubold, Sebastian Hennig, Eva Herman, Thorsten Hinz, Klaus Kelle, Till Kinzel, Michael Klonovsky, Vera Lengsfeld, Andreas Lombard, Matthias Matussek, Max Otte, Thilo Sarrazin, Ulrich Schacht, Heimo Schwilk, Dieter Stein, Uwe Tellkamp, Karlheinz Weißmann, Alexander Wendt.
Uwe Steimle und Cora Stephan ließen sich von der Liste wieder streichen.
Später unterschrieben u. a. der Politikwissenschaftler Bassam Tibi, der Autor Alexander Grau und der Psychiater Hans-Joachim Maaz die Erklärung. Hinzu kamen Akteure der Neuen Rechten wie Martin Lichtmesz und Caroline Sommerfeld-Lethen.
Der Verleger Wilhelm Hopf, Gründer des Lit Verlags, zog seine Unterschrift zurück, nachdem sich Autoren und Verlagsmitarbeiter von ihm distanziert hatten.
Laut Angaben auf der Website der Erklärung wurde die Unterzeichnung zunächst „auf Autoren, Publizisten, Künstler, Wissenschaftler und andere Akademiker begrenzt“ und nach 2018 Unterschriften „für alle“ freigegeben. Später wurde die Erklärung in eine Petition an den Bundestag umgewandelt. Der Petitionsausschuss des Deutschen Bundestages veröffentlichte sie zwischen dem 23. Mai und dem 20. Juni 2018 zur Mitzeichnung. Am 10. Juni hatten 53.000 Bürger online und eine unbekannte Zahl weiterer Bürger per Fax und Brief mitgezeichnet. Das Quorum von 50.000 Stimmen wurde damit innerhalb von zwei Wochen erreicht.

### Sozialstruktur der Unterzeichner
In der zweiten Welle von Mitunterzeichnern fanden sich bei denjenigen, die ihren akademischen Grad angeben, rund 100 Professoren, mehr als 600 Doktoren aus allen Fachbereichen sowie hunderte weitere Diplomierte und Magister. Ihre Abschlüsse stammten aus den Bereichen Rechts-, Geistes-, Medizin- oder Natur- und Ingenieurwissenschaften und bildeten das gesamte universitäre Spektrum ab. Die größten Berufsgruppen waren Ärzte (ca. 300), Autoren, Schriftsteller und Publizisten (ca. 300), Naturwissenschaftler (ca. 250), Ingenieure (ca. 200), Lehrer und Pädagogen (ca. 200) und Juristen (ca. 150). Der biografische Werdegang der bekanntesten Unterzeichner reichte von der Szene der ostdeutschen Bürgerrechtler von 1989 zum westdeutsch-katholischen Milieu, vom ehemals Linksintellektuellen mit 68er-Prägung zu Vertretern der Neuen Rechten, vom Intellektuellen mit Migrationshintergrund zu Parteimitgliedern von CDU, SPD oder AfD.
Der Frauenanteil der Unterzeichner lag bei etwa 15 %.

## Anhörung im Deutschen Bundestag
Am 8. Oktober 2018 fand eine Anhörung der Petenten vor dem Petitionsausschuss des Deutschen Bundestages statt, zu der auch Vertreter der Bundesregierung und Abgeordnete aller im Bundestag vertretenen Parteien geladen waren.

## Rezeption
Im NDR bezeichnete Patric Seibel die Erklärung als eine „erstaunliche Allianz bürgerlicher und nationaler Konservativer und neurechter Verschwörungstheoretiker“.
Lothar Müller schrieb in der Süddeutschen Zeitung, die Erklärung werde vor allem von Leuten getragen, „die eher der ‚Elite‘ und dem ‚Establishment‘ nahestehen als dem ‚kleinen Mann‘ und dem ‚Volk‘, in dessen Namen die Fundamentalkritik an der Flüchtlingspolitik der Bundesregierung so häufig erfolgt. Es sind Kulturwissenschaftler und Philologen, Autoren und Bibliothekare, Psychologen und Psychoanalytiker, erfolgreiche Schauspieler, Naturwissenschaftler, ehemalige oder aktuelle Moderatoren und Redakteure der öffentlich-rechtlichen Sender, Philosophen, Ärzte, Filmemacher, Historiker. […] Sie zerstören eine Illusion, die im liberalen politischen Spektrum weit verbreitet ist […] Ihre prägnanteste – und zugleich politisch naivste – Formel hat diese Illusion in dem Satz gefunden: ‚Der Geist steht links.‘“
Martin Machowecz schrieb in der Zeit, der Aufruf sei interessant „aufgrund seiner Unterstützer: eines breiten Spektrums von Intellektuellen und politischen Aktivisten. Menschen, die in der Flüchtlingsdebatte schon mit kritischen Positionen aufgefallen sind, die aber nie gemeinsam aufgetreten sind, nie konzertiert.“ Es handle sich um einen „Kreis von Liberalkonservativen bis zu strammen Rechtsaußen, von SPD und CDU bis weit in die AfD“, der nun per Unterschriftenliste in Erscheinung zu treten wage.
Marc Felix Serrao kommentierte in der Neuen Zürcher Zeitung den Fortgang der Petition: „Wenn sich Zehntausende Bürger, unter ihnen viele Akademiker, namentlich in dieser Weise bekennen, dann zeichnet sich ein Strukturwandel der Öffentlichkeit ab. Es gibt eine regelrechte Bekennerlust, der mediale Schmähungen und die üblichen, ihnen nachgelagerten Angriffe, etwa in Form von besorgten Anrufen aus dem Antifa-Lager beim Arbeitgeber, inzwischen sehr egal zu sein scheinen.“
Sandra Lumetsberger bemerkte im österreichischen Kurier, dass die Erklärung sehr vage sei, und fragte, welche friedlichen Demonstrationen denn nun eigentlich gemeint seien: „Die Demonstranten in Dresden, Köln oder Cottbus? Pegida? Die Teilnehmer des ‚Frauenmarsches‘ in Berlin, die auf der Webseite der ‚Erklärung 2018‘ zu sehen sind?“ Letztere sei schließlich aus dem AfD-Umfeld organisiert worden und habe Rechte wie Pegida-Frontmann Lutz Bachmann angezogen. Dies wirke in der Tat wie eine Annäherung. Sie zitierte die Extremismusforscherin Julia Ebner, die Erklärung gebe „ein verzerrtes Bild der Lage ab“. Es werde der Eindruck erweckt, dass es „nach wie vor illegale Massenmigration gibt, alles außer Kontrolle sei“, was aber faktisch falsch sei. Ebners Institut habe analysiert: „‚35 Prozent der Erstunterzeichner sind aktiv in der Neuen Rechten (Identitäre) oder aus deren Umfeld, weitere fast 20 Prozent aus dem AfD- und Pegida-Umfeld […]. Natürlich sei zu unterscheiden, nicht alle Unterstützer seien rechtsextrem.‘“ Es drohe jedoch ein Schulterschluss von Konservativen mit der Neuen Rechten.
Im Cicero bezeichnete Ernst Elitz die Erklärung als „entgangene Chance“. Sie sei „an sich […] fair, wenn auch nicht in jedem Falle korrekt“. Der Wortlaut höre sich „erstens so an, als wäre es eine Rechtfertigungsschrift für die Etablierung von Seehofers Heimat-Ministerium samt bayerischer Grenzpolizei. Das lässt zweitens die Frage offen: Wo sind eigentlich die friedlichen Demonstranten, denen die Unterzeichner ihre Solidarität aussprechen? Und lässt drittens außer Acht, dass es inzwischen nun wirklich keine Massen mehr sind, die über die deutsche Grenze tröpfeln.“ Elitz kritisiert namentlich Vera Lengsfeld, die zur „Massenunterzeichnung“ der Erklärung aufgerufen und diese so „ins Reich der Like-Buttons und des allgemeinen Unterschriftenwesens befördert“ habe: „In die Unterzeichnerliste können Pegida, AfD und jede andere Sekte ihren Mitgliederstamm umstandslos hineinkopieren.“ Elitz sieht „de[n] Geist der ‚Gemeinsamen Erklärung 2018‘ schon auf einer Demo in Hamburg, wo Erstunterzeichner Matussek ganz im Sinne von Lengsfeld einen Sprechchor intonierte: ‚Merkel muss weg!‘. Sehr zum Vergnügen von Führern der sogenannten Identitären Bewegung, die sich am Rande im Fäustchen lachten über die nicht bestellte Reklame. Kurzum, Tellkamp, der als befremdeter Bürger zu Bett ging, wacht am nächsten Morgen zwar nicht als Käfer wie Gregor Samsa, aber dafür neben Lutz Bachmann auf.“
Der AfD-Vorsitzende Alexander Gauland begrüßte die Erklärung, ebenso Götz Kubitschek.